# Eduardo Ortiz
Eduardo Nicolás Ortiz Cuéllar (Santa Cruz de la Sierra, 7 de mayo de 1980) es un exfutbolista boliviano. Se desempeñó como centrocampista.

## Trayectoria
Desde 2002 jugó en La Paz Fútbol Club, equipo con el que logró subir a la Primera División en 2003.
En 2006 fichó por Real Potosí, equipo en el que permaneció hasta 2016.

## Clubes
| Club        | País    | Año         |
| ----------- | ------- | ----------- |
| La Paz FC   | Bolivia | 2002 - 2005 |
| Real Potosí | Bolivia | 2006 - 2016 |

## Palmarés

### Títulos nacionales
| Título           | Club        | Año    |
| ---------------- | ----------- | ------ |
| Primera División | Real Potosí | 2007-A |